# La Borcelana
La Borcelana är en ort i Mexiko.   Den ligger i kommunen San Pablo Etla och delstaten Oaxaca, i den sydöstra delen av landet, 400 km sydost om huvudstaden Mexico City. La Borcelana ligger 1 635 meter över havet och antalet invånare är 120.
Terrängen runt La Borcelana är varierad. Runt La Borcelana är det mycket tätbefolkat, med 2 431 invånare per kvadratkilometer. Närmaste större samhälle är Oaxaca de Juárez, 14,2 km sydost om La Borcelana. Omgivningarna runt La Borcelana är en mosaik av jordbruksmark och naturlig växtlighet.